# Marek Dziuba
Marek Dziuba (Łódź, Polonia, 19 de diciembre de 1955) es un exjugador y exentrenador de fútbol polaco. En su etapa como jugador profesional se desempeñaba como defensa.

## Selección nacional
Fue internacional con la selección de fútbol de Polonia en 53 ocasiones y convirtió un gol. Formó parte de la selección que obtuvo el tercer lugar en la Copa del Mundo de 1982.

### Participaciones en Copas del Mundo
| Mundial                        | Sede   | Resultado    | Partidos | Goles |
| ------------------------------ | ------ | ------------ | -------- | ----- |
| Copa Mundial de Fútbol de 1982 | España | Tercer lugar | 5        | 0     |

## Clubes

### Como jugador
| Club              | País    | Año       |
| ----------------- | ------- | --------- |
| ŁKS Łódź          | Polonia | 1973-1984 |
| Widzew Łódź       | Polonia | 1984-1987 |
| Sint-Truidense VV | Bélgica | 1987-1992 |

### Como entrenador
| Club                        | País    | Año       |
| --------------------------- | ------- | --------- |
| Sint-Truidense VV (adjunto) | Bélgica | 1991-1992 |
| ŁKS Łódź                    | Polonia | 1996-1999 |
| Widzew Łódź                 | Polonia | 1999      |
| Włókniarz Konstantynów      | Polonia | ¿-?       |
| Start Brzeziny              | Polonia | ¿-?       |

## Palmarés

### Como jugador

#### Campeonatos nacionales
| Título          | Club        | País    | Año  |
| --------------- | ----------- | ------- | ---- |
| Copa de Polonia | Widzew Łódź | Polonia | 1985 |

#### Distinciones individuales
| Distinción                               | Año  |
| ---------------------------------------- | ---- |
| Miembro del Klub Wybitnego Reprezentanta | 2014 |

### Como entrenador

#### Campeonatos nacionales
| Título      | Club     | País    | Año  |
| ----------- | -------- | ------- | ---- |
| Ekstraklasa | ŁKS Łódź | Polonia | 1998 |